# Бонингтон, Крис
Сэр Кри́стиан Джон Сто́ри Бо́нингтон (англ. Christian John Storey Bonington, 6 августа 1934, Хампстед, Великобритания) — британский альпинист, фотожурналист, писатель. Обладатель самой престижной награды в мировом альпинизме «Золотой ледоруб» (2015) в номинации «Карьера в альпинизме» (англ. Lifetime Achievement Award), совершивший множество восхождений (в том числе первых) практически во всех регионах мира. Участник и руководитель девятнадцати гималайских экспедиций, из них четырёх на Эверест. К числу его уникальных достижений относят первое восхождение на Аннапурну II, руководство восхождениями по южной стене Аннапурны и сложнейшему маршруту по юго-западной стене Эвереста, первое восхождение на пик Баннтха-Бракк (Огре) в Каракоруме, пик Конгур в Китае, восхождения на вершины Браммах, Чангабанг, Нупцзе, Винсон и многие другие.
За свои достижения Крис Бонингтон был награждён Королевским Викторианским орденом, орденом Британской империи, золотой медалью основателей Королевского географического общества и другими наградами и почётными званиями. В 1995 году получил рыцарский титул. Заместитель Лорд-наместника.
Бонингтон написал почти два десятка книг, снялся (и продолжает сниматься) во многих телевизионных передачах и документальных фильмах, читал лекции по всему миру для самых различных аудиторий. Начиная с 1985 года сотрудничает с многими общественными и благотворительными организациями. На протяжении многих лет занимает в ряде из них руководящие посты.
Живёт в Бэдгер-Хилл, Хескет-Ньюмаркет, Уигтон, Камбрия.

## Ранние годы жизни
Крис Бонингтон родился 6 августа 1934 года в Хампстеде (Лондон) в семье Чарльза Бонингтона и Хелен Энн (в девичестве Стори). Когда ему было всего девять месяцев, отец ушёл из семьи и уехал в Австралию. С началом Второй мировой войны он добровольцем ушёл на фронт, был одним из создателей особой воздушной службы. Отец женился во второй раз, в браке родилось четверо детей, с бывшей семьёй отношения не поддерживал до тех пор, пока Крис не стал известен. «Я наслаждался его обществом. Отец был очень предприимчивым человеком, так что думаю, что часть генов досталась мне от него».
Оставшись без мужа, мать была вынуждена работать, воспитанием Криса до пяти лет занималась няня, с которой он был очень близок. Затем Крис учился в школе-интернате и на время потерял связь как с матерью, так и с няней. Во время войны мать работала копирайтером, из-за большой нагрузки с ней случился нервный срыв и она два года провела в больнице, и на это время её вновь заменила няня.
Среднее образование Крис получал в школе UCS Hampstead в Хампстеде. В школе он был довольно застенчивым ребёнком, его не привлекали командные спортивные игры, им он предпочитал изучение военной истории и коллекционирование игрушечных солдатиков. В 1952 году Бонингтон начал военную службу в ВВС Великобритании, поступил в Колледж ВВС Крануэлл для обучения на пилота, однако к полётам не был допущен, и его перевели в Королевскую военную академию в Сандхерсте. В 1956 году в звании второго лейтенанта получил назначение в Королевский танковый полк, в составе которого прослужил три года в Северной Германии командиром танкового подразделения, а затем два года инструктором по альпинистской подготовке в армейской спецшколе (англ. Army Outward Bound School) в Уэльсе. В 1957 году был повышен в звании до лейтенанта, но в 1961 году он уволился из армии, после чего устроился на работу в компанию Unilever, из которой ушёл через девять месяцев ради занятия альпинизмом.

## Профессиональная карьера
Свои первые шаги а альпинизме Крис Бонингтон сделал в 1951 году в возрасте 16 лет с походов по Сноудонии и Шотландии во время летних каникул. По его собственным словам, «я … сразу понял, что это то, что мне по душе, но не мог себе представить, что сделаю на этом карьеру». Служба в Германии дала Крису возможность совершенствовать своё спортивное мастерство в Альпах. В Альпах же он совершил свои первые сложные восхождения.

### 1958—1962
Первыми значимыми восхождениями в спортивной карьере Бонингтона стали подъёмы в 1958 году в составе британской команды по юго-западному ребру на Пти-Дрю по маршруту Вальтера Бонатти (англ. Bonatti Pillar) и в 1959-м по северной стене Чима-Гранде (Доломиты) (итал. Cima Grande, массив Тре-Чиме-ди-Лаваредо) по маршруту Брандлера-Хассе (англ. Brandler Hasse Route).
В 1960 году Бонингтон стал участником своей первой (из девятнадцати) гималайской экспедиции — на Аннапурну II (7937 м) под руководством Джеймса Робертса (англ. British-Indian-Nepalese Services Expedition). Она завершилась успешным восхождением на вершину 17 мая капитана Ричарда Гранта, Бонигтона и шерпа Анг Наймы (англ. Ang Nyima).
Весной 1961 года Крис уволился из армии ради участия в экспедиции на Нупцзе (7861 м). Экспедиция проложила на вершину маршрут по огромной Южной стене, в то время ставший самым сложным в Гималаях. 16 мая на вершину поднялись Дэннис Дэвис и Таши Шерпа (англ. Tashi Sherpa), а на следующий день сам Бонингтон, Лес Броу (англ. Les Brow), Джим Суоллоу (англ. Jim Swallow) и Анг Пемба (англ. Ang Pemba). По возвращении в Европу Крис вместе с Доном Уиллансом, Йеном Клафом и польским альпинистом Яном Длугошем совершили первое восхождение по центральному ребру Френеи (англ. Central Pillar of Freney) в южной части массива Монблана. Это восхождение, на тот момент одно из самых сложных в Альпах, считается «классическим». На следующий год Бонингтон стал первым британцем, которому оказалась по силам Северная стена Эйгера (с Йеном Клафом). Это восхождение вызвало большой интерес широкой публики, и Крису предложили написать об этом книгу. Ей стала «Я выбрал альпинизм (англ. I Chose To Climb)».
Восхождение на Эйгер стало поворотной точкой в профессиональной карьере Бонингтона. Осенью 1962 года Крис оставил работу в компании Unilever — после того, как его пригласили принять участие в экспедиции в Чили, его босс на работе сказал ему, что он должен выбрать что-то одно. Бонингтон выбрал альпинизм.

### 1963—1968
Целью экспедиции конца 1962 — начала 1963 года была Центральная Башня массива Кордильера-Пайне (англ. Central Tower of Paine). Альпинистам пришлось столкнуться с ураганными патагонийскими ветрами, а также с конкуренцией со стороны итальянской экспедиции, также планировавшей осуществить восхождение. 16 января 1963 года Крис Боннигтон и Дон Уилланс первыми достигли вершины.
По возвращении в Европу Крис читал лекции и делал восхождения в Альпах. В 1965 году он поднялся (первое восхождение) по правому ребру Бруйар (фр. Brouillard, Монблан, маршрут Бэйли-Бонингтон-Харлин-Робертсона (англ. Baillie-Bonington-Harlin-Robertson Route)), а в 1966-м принял предложение Daily Telegraph и в качестве фотожурналиста снимал легендарное восхождение объединённой американо-немецкой команды по новому маршруту по Северной стене Эйгера (диретиссиме Джона Харлина). В этом же году по заданию Daily Telegraph посетил Эквадор, где поднялся на вулкан Сангай, а также Баффинову землю, где снимал охоту инуитов на карибу.
По возвращении в Англию, в том же 1966-м вместе с Томом Пати и Расти Бэйли (англ. Rusty Baillie) совершил первое восхождение на Олд-Ман-оф-Хой, а на следующий год принял участие в реалити-шоу BBC, осуществлявшей прямую телетрансляцию повторного восхождения несколькими командами, которую смотрели 15 миллионов человек.
Кульминацией карьеры Бонингтона в сфере фотожурналистики стало участие в экспедиции Джона Блешфорда-Снелла 1968 года, во время которой команда военных из 60 человек по приглашению последнего императора Эфиопии Хайле Селассие прошла Голубой Нил от озера Тана до границы с Суданом. На долю путешественников выпали прохождение сложнейших порогов, нападение бандитов и опасности со стороны крокодилов. Это путешествие Крис в одном из своих интервью назвал своим самым ужасным в жизни.

### 1969—1975
К середине 1960-х годов все восьмитысячники мира были покорены, и альпинисты, особенно после успеха американцев в 1963 году на Эвересте (новый маршрут по западному гребню и кулуару Хорнбайна), стали искать новые сверхсложные пути восхождений на гималайские гиганты. Осенью 1968 года Крис начал планировать экспедицию, чтобы попытаться совершить восхождение по 3000-метровой южной стене Аннапурны. Экспедиция получила полную поддержку со стороны Фонда Эвереста, однако пермит на восхождение был получен только летом 1969 года, из-за чего её пришлось перенести на начало 1970-го. Эта экспедиция была шагом в неизвестность: «[Нам] было абсолютно ничего неизвестно о местности; восхождение было полнейшей тайной…». Тем не менее, благодаря тщательному отбору членов команды и скрупулёзному материально-тактическому планированию со стороны Бонингтона экспедиция добилась успеха: 27 мая на вершину Аннапурны ступили Дугал Хэстон и Дон Уилланс. По словам Бонингтона, «наше восхождение на Аннапурну было прорывом в новое измерение… — это начало новой эры, но не её завершение». Восхождение омрачила трагедия: во время спуска с горы в лавине погиб Йэн Клаф — напарник Бонингтона по восхождению на Эйгер.
После успешного восхождения по южной стене Аннапурны в 1972 году Бонингтон предпринял попытку восхождения по Юго-западной стене Эвереста (в этом же году её штурмовала международная команда под руководством доктора Карла Херлигкоффера, а в 1970 и 1971 годах японская и международная экспедиции). Крис добился разрешения властей на восхождение в этом году в постмуссонный период, но, несмотря на то, что в экспедиции принимали участие ветераны-гималайцы Дугал Хэстон, Мик Бёрк, Хемиш Макиннес, а также «новичок» Даг Скотт, она закончилась неудачей. Тем не менее, альпинисты «нащупали» возможные варианты решения этой сложной альпинистской задачи.
Поскольку власти Непала на ближайшие годы ограничили число восхождений на восьмитысячники, в последующие два года Крис сделал восхождения на не столь значимые вершины: в 1973 году он вместе с Ником Эсткуртом первым поднялся на вершину Браммах (6 411 м), а в 1974-м вместе с Дагом Скоттом, Дугалом Хэстоном, Мартином Бойсеном (англ. Martin Boysen), Бальвантом Сэндху (англ. Balwant Sandhu) и Течи Шерпой (англ. Tachei Sherpa) совершил восхождение на Чангабанг (6 864 м).
Как только появилась возможность для следующей экспедиции на Эверест (а она представилась на осень 1975 года — канадцы отказались от своей запланированной экспедиции), Бонингтон решил взойти на этот пик по юго-восточному гребню в лёгком альпийском стиле. После предыдущей неудачной попытки он отказался от идеи пройти юго-западную стену осенью, но его партнёры Даг Скотт и Дугал Хэстон убедили его совершить ещё одну попытку, и она оказалась успешной: 24 сентября 1975 года именно Даг Скотт и Дугал Хэстон достигли вершины мира по новому сложнейшему маршруту. Это достижение было вновь омрачено — 26 сентября во время второго восхождения (Питера Бордмана и шерпы Петембы (Pertemba)) пропал без вести Мик Берк.

### 1976—1981
13 июля 1977 года Крису и Дагу Скотту покорилась вершина Огр (Людоед) (7284 м) в Каракоруме (англ. British Ogre Himalayan Expedition 1977), ранее четырежды безрезультатно штурмовавшаяся двумя английскими и двумя японскими экспедициями (в 1976 году была достигнута максимальная высота 6560 м). Однако во время спуска эта экспедиция превратилась в битву за выживание. В самом его начале в результате срыва Скотт сломал себе обе ноги, и ему, Бонингтону, а также присоединившейся к ним второй штурмовой связке — Клайву Роулэнду (англ. Clive Rowland) и Мо Энтойну — в течение пяти дней в условиях штормовой погоды пришлось самостоятельно добираться до базового лагеря (характер рельефа не позволял транспортировать Дага, поэтому он был вынужден ползти самостоятельно). Во время этого спуска, также в результате срыва, сам Бонингтон сломал себе несколько рёбер. Альпинисты выдержали выпавшие на их долю испытания, но, добравшись до базового лагеря, обнаружили его пустым — там посчитали их погибшими и свернули экспедицию. Это восхождение, так же как и по Юго-западной стене Эвереста, сэр Крис называет одним из самых памятных в своей жизни: «Безусловно, это было самое мучительное испытание из тех, с чем сталкивались я и Даг, и всё же на всём протяжении этого долгого спуска у нас не было чувства отчаяния. Во многом это благодаря поддержке Мо и Клайва и тому, что никто из нас не потерял желания выжить или же скрывал свои тайные чувства». Повторное восхождение на Людоеда было совершено только 24 года спустя.
В 1978 году Бонингтон стал во главе небольшой экспедиции из восьми человек, намеревавшейся взойти на K2 по западному ребру. В число её участников входили ветераны Даг Скотт, Питер Бордман и Ник Эскурт. На двенадцатый день работы на горе пересекавшая крутой снежный склон группа альпинистов попала в лавину, в результате которой погиб Ник Эсткурт. Он стал четвёртым погибшим участником высотных экспедиций Бонингтона, после чего восхождение было прекращено. Эта экспедиция стала сюжетом документального фильма «K2: Savage Mountain».
5 июля 1981 года Бонингтон в составе научно-исследовательской экспедиции доктора Майкла Уорда (англ. Michael Ward) (англ. The British Kongur Expedition) вместе с Питером Бордманом, Аланом Роузом и Джо Таскером поднялся на непокорённую ранее вершину Конгур в Китае. Годом ранее он одним из первых европейцев посетил этот район.

### 1982—1985
В 1982 году Крис Бонингтон возглавил небольшую экспедицию на Эверест, которая должна была покорить вершину по не проходившемуся ранее северо-восточному гребню. Сам Крис незадолго до финального штурма отказался от восхождения из-за своего физического состояния, и 17 мая к вершине отправились участники его предыдущих экспедиций Питер Бордман и Джо Таскер, которые с неё не вернулись. Исчезновение двух британских альпинистов, так же как в своё время Мэллори и Ирвина, стало одной из тайн этой горы (тело Бордмана было найдено в 1992-м году японско-казахстанской экспедицией вблизи вершины Второго жандарма, тело Таскера пока не обнаружено). Бонингтон после этого решил отказаться от дальнейших восхождений на Эверест, но сдержать обет со временем так и не смог.
В следующем, 1983 году Бонингтон совершил, по собственным словам, своё самое лучшее восхождение — «совершенно безукоризненное, но очень опасное». За шесть дней с 13-го по 18 сентября он вместе Джимом Фозерингхемом (англ. Jim Fotheringham) без какой-либо предварительной разведки совершил первое восхождение на Западную вершину Шивлинга (6038 м) — одну из красивейших гималайских гор. Несколько недель спустя Крис отправился в Антарктиду, где в качестве гида сопровождал американцев Фрэнка Уэллса и Дика Басса для восхождения на высочайшую вершину континента — пик Винсон (4892 м). 23 ноября при температуре около −35°С и скорости ветра порядка 80 км/ч Бонингтон достиг вершины, став первым британцем, ступившим на неё (остальные восходители повернули назад, но 30 ноября всё же совершили успешный подъём).
С вершины ступени Хиллари до Эвереста буквально пара шагов, но последние несколько футов я действительно боролся. Я не мог не думать о друзьях, которые оставили свои жизни в горах, и я плакал, когда добрался до вершины мира. Смесь радости и печали была невероятным ощущением. Нам повезло, нам выпал исключительный день.
В июне 1984 года вместе с Аланом Роузом и двумя пакистанскими альпинистами Крис попробовал сделать первовосхождение на Карун-Кох в Каракоруме, однако из-за длительного периода непогоды и недостатка времени был вынужден отступить. 31 июля вершину покорила австрийская команда под руководством Харри Груна (нем. Harry Grun), поднявшаяся по частично проторённому пути.
Наконец, в 1985 году, несмотря на данный ранее зарок, в составе первой Норвежской экспедиции на Эверест (Norwegian Mount Everest-expedition, руководитель Арне Нейсс (норв. Arne Naess)) Бонингтон поднялся на Эверест (по классическому маршруту через Южное седло). «На последних метрах к вершине Крис был на грани галлюцинаций, он чувствовал присутствие рядом Дага Скотта и, как ни странно, отца Венди, убеждавшего его двигаться дальше. Ему мерещились Мик Берк, которого последний раз видели там, где стоял Крис, Пит и Джо [Питер Бордман и Джо Таскер] где-то внизу в северо-восточной части гребня, Ник [Эскурт] на К2, непередаваемая ухмылка Дугала [Хэстона]… и вот внезапно он оказался там, стоя на коленях в снегу… истощённый, потерянный, но осуществивший свою мечту.» (Джим Карран (англ. Jim Curran) «High Achiever: The Life and Climbs of Chris Bonington»).

### 1986—1995
Восхождение на Эверест для 50-летнего Бонингтона не стало финалом его спортивной карьеры (на короткое время он даже стал самым пожилым восходителем на эту гору, но спустя несколько дней его «обошёл» Дик Брасс). В 1987 и 1988 годах он возглавил две гималайские экспедиции на Мелунгцзе (7150 м) — одну из самых красивых и технически сложных непокорённых гор в мире, последняя из которых завершилась успешным восхождением на её западную вершину (7023 м) 23 мая Энди Фаншо и Эланом Хинксом. В последней экспедиции также принимали участие съёмочная группа BBC Natural History (руководитель Джон-Пол Дэвидсон) и представители The Mail on Sunday, которые попутно работали над съёмками фильма о поисках йети.
В течение следующих нескольких лет Крис работал над своей автобиографией «Альпинист: Тридцать лет восхождений на величайшие пики мира» (вышла в 1990 году), а также занимался общественной деятельностью. В 1991 году по предложению Робина Нокс-Джонстона Крис отправился в Восточную Гренландию, чтобы попробовать совершить восхождение в девственных Лимонных горах (англ. Lemon Mountains). В период с июля по сентябрь он вместе с Робином и Джимом Лоутером (англ. Jim Lowther) предприняли две попытки взойти на главенствующую вершину массива пик Cathedral (2660 м), однако обе они оказались неудачными — в первый раз они достигли предвершины — 'Robin’s Peak', который, как выяснилось, был на 200 метров ниже главной, а вторая попытка была прервана из-за ограничения по времени.
В 1992 году вместе с Хариш Кападиа Крис провёл удачную индийско-британскую экспедицию на севере Индии, результатами которой стали несколько первовосхождений в массиве Панч-Чули, в том числе первое по Западному ребру на Панч-Чули II (6904 м). В июне 1993 года он вернулся в Восточную Гренландию, и вместе с Джимом Лоутером, Робом Фергюсоном (англ. Rob Ferguson) и Грэмом Литтлом (англ. Graham Little) (англ. The 1993 British Lemon Mountains Expedition) совершил пять первовосхождений в Лимонных горах (на вершины Mejslen (Chisel) (2320 м), Beacon (2262 м), The Ivory Tower (2100 м), Trident (2350 м) и Needle (1945 м). Восхождение на последнюю Крис называет своим самым любимым: «Её высота над уровнем моря составляет лишь около 2000 метров, но она возвышается над ледником, и наш маршрут шёл прямо к вершине, это лучший маршрут из всех, встречавшихся мне — не трудный, но очень техничный и полный сюрпризов, когда конечный результат не был очевиден до самого конца».
В августе этого же года он посетил Кавказ, где совершил восхождение на Эльбрус — самую высокую вершину Европы — и Ушбу (по северо-восточному гребню). Весной 1994 года Крис вернулся в Индию и вместе с Хариш Кападиа провёл ещё одну успешную совместную индийско-британскую экспедицию в малоизученном северном районе страны Киннаур. На этот раз целью экспедиции была непокорённая вершина Rangrik Rang, на которую её участники поднялись 20 июня. Кроме этого удалось также покорить ряд близлежащих вершин — Mangla (5800 м), Kunda (5240 м) и Kimshu (5850 м).
В 1995 году, в десятую годовщину восхождения на Эверест, Бонингтон и участники норвежской команды Ральф Хёйбакк, Бьёрн Мюхрер Лунд (норв. Bjørn Myhrer Lund), а также два шерпа Пема Додже (англ. Pema Dorge) и Лакпа Джиэлу (англ. Lhakpa Gyalu) 30 апреля совершили первое восхождение на шеститысячник Дрангнаг-Ри в хребте Ролвалинг-Гимал.

### 1996—1998
Следующие три года профессиональной карьеры Крис посвятил попыткам восхождения на Сепу-Кангри (6956 м) (Sepu Kangri) — высшую точку восточной части хребта Ньэнчентанглха, впервые увиденную им в 1982 году в иллюминатор самолёта по пути из Чэнду в Лхасу.
Свою первую попытку разведки подходов к вершине он предпринял в 1989 году вместе с Джимом Форингхемом, но в последний момент власти аннулировали их пермит. В 1996 году разрешение на посещение северо-восточной части Тибета было получено, и вместе с доктором Чарльзом Кларком (англ. Charles Clarke) — участником гималайских экспедиций Бонингтона 1975 и 1982 годов — Крис провёл первую экспедицию в этом вообще не изученном районе. Они стали первыми иностранцами, приблизившимися к массиву Сепу-Кангри. Весной 1997 года Бонингтон вернулся туда, и с Джимом Фозерингхемом, Джоном Портером (англ. John Porter) и Джимом Лоутером предпринял первую попытку восхождения на вершину через северный гребень раздельной вершины Сеамо-Улмиток (англ. Seamo Uylmitok (в северо-западном гребне массива)). 16 мая Бонингтон и Лоутер достигли высоты 6 050 метров, но из-за непогоды были вынуждены отступить. В этой экспедиции Бонингтон впервые использовал возможности «онлайн-трансляции» хода экспедиции с использованием спутниковой связи.
Крис вернулся к Сепу-Кангри осенью 1998 года. Помимо альпинистской группы, в которую входили Грэм Литтл, Скотт Мюир (англ. Scott Muir) и Виктор Сондерс (англ. Victor Saunders), в состав экспедиции входила съёмочная группа ITN: Джим Карран, Мартин Белдерсон и Грейг Кабитт. На этот раз путь к вершине был выбран через долину к западу от северного гребня Сеамо-Улмиток, выводящую через перевал на западное предвершинное плато. 10 октября Сондерс и Мюир достигли высоты 6830 метров, но из-за непогоды всего в 150 метрах по высоте от вершины были вынуждены повернуть назад.
Первое восхождение на Сепу-Канги было совершено 2 октября 2002 года американской экспедицией по маршруту англичан.

### 1999 —
Весной 2000 года сэр Крис организовал «семейную экспедицию» в район Канченджанги и вместе со своим старшим сыном Дэниэлом, братом Джеральдом и племянником Джеймсом совершил первое восхождение на вершину Данга II (6190 м) (англ. Danga). Летом этого же года вместе со своими старыми компаньонами Джимом Лоутером, Грэмом Литтлом, Джоном Портером, а также c американцами Марком Ричи (англ. Mark Richey) и Марком Уилфордом (англ. Mark Wilford) он совершил несколько первовосхождений в Южной Гренландии.
В 2001 году Бонингтон вместе с индийским коллегой Хариш Кападиа возглавил совместную индийско-американско-британскую экспедицию (англ. Arganglas International expedition 2001) в долину Нубра (англ. Nubra Volley) Ладакха, ранее никогда не посещавшуюся альпинистами. В её рамках были совершены восхождения на три вершины — Abale (6360 м, Amale (6312 м) и Yamandaka (6218 м (на последнюю Марком Ричи и Марком Уилфордом)), исследованы и картографированы пять ледников, осуществлены попытки подъёма на ещё два пика.
Спустя два года Бонингтон ещё раз посетил Индию, и вместе с Кападия и другими друзьями совершил трек в районе Куллу. В 2007 году вместе с Робом Фергюсоном, Грэмом Литтлом и Джимом Лоутером предпринял попытку восхождения на Sersank (6095 м) в Лахуле, но она не увенчалась успехом.
Со второй половины 2000-х годов сэр Крис несколько раз участвовал с туристических мероприятиях, организованных его старшим сыном, начавшим бизнес в области горного туризма. Он посетил базовые лагеря Эвереста и Аннапурны.
За свои выдающиеся достижения в спорте в 2015 году, на 150-летний юбилей «Золотого Века Альпинизма», сэру Крису Бонингтону была вручена престижнейшая мировая награда «Золотой ледоруб» в номинации «Карьера в альпинизме», существующей с 2009 года.

## Общественная деятельность
Крис Бонингтон известен не только как успешный альпинист и руководитель экспедиций, а также как оратор-мотиватор. Он читает многочисленные лекции для самых различных аудиторий, является приглашённым лектором в Крэнфилдской школе менеджмента.
Начиная с середины 1980-х годов сэр Крис активно поддерживает самые различные общественные и благотворительные организации, чья деятельность направлена на сохранение природы в её первозданном виде, оказание необходимой медицинской помощи, поддержку спорта, исследований, образования и т. п. Во многих из них он является попечителем, в некоторых в разные годы занимал руководящие посты, в целом ряде продолжает занимать таковые в настоящее время. Так, c 1985 года он является бессменным президентом LEPRA — международной благотворительной организации, которая занимается оказанием медицинской помощи малоимущим, преимущественно в юго-восточной Азии. С 1986 года Крис возглавляет Британское общество спортивного ориентирования (British Orienteering Foundation), а также национальный фонд защиты природы и исторических памятников (National Trust Lake District Appeal). С 2000 года является попечителем Фонда горного наследия (Mountain Heritage Trust, в 2002—2006 годах был его председателем).
В память о своих погибших в горах товарищах Бонингтон является попечителем благотворительного фонда Бордмана и Таскера (The Boardman Tasker Charitable Trust), который осуществляет поддержку авторов литературных произведений, главной темой которых являются горы, а также фонда Ника Эскурта (Nick Estcourt Award), поддерживающего начинающих альпинистов.
С 2009 года сэр Крис является вице-президентом Армейской горной ассоциации (Army Mountaineering Association), Фонда молодых исследователей (Young Explorers Trust), Ассоциации молодёжных хостелов (Youth Hostels Association) и Британского фонда лёгочных заболеваний (British Lung Foundation).
Другие организации, с которыми сэр Крис Бонингтон сотрудничал или продолжает сотрудничество:
- Британский альпинистский совет (British Mountaineering Council, 1988—1991 гг. — президент);
- Совет национальных парков (Council for National Parks, 1992—1999 гг. — президент);
- Сообщество национальных парков (Council for National Parks, 1992—2001 гг. — председатель);
- Движение за национальные парки (Campaign for National Parks — почётный пожизненный вице-президент);
- Британский альпклуб (1996—1998 гг. — президент);
- Организация школ начальной туристической подготовки (Outward Bound[англ.], 1997—2009 гг. — попечитель, с 2009 года вице-президент);
- Комитет школ средней туристической подготовки (Outward Bound Risk Management Committee, 1997—2009 гг. — председатель);
- Фонд сохранения Гималайской природы (Himalayan Environment Trust, 1997—2009 гг. — попечитель);
- Международная ассоциация по сохранению гор (Mountain Wilderness Association[англ.], 1997—2009 гг. — доверенное лицо);
- Фонд Эвереста (1999—2001 гг. — председатель);
- Ланкастерский университет (2005—2015 гг. — канцлер)[64];
- Компания Berghaus (неисполнительный директор).

## Телевидение
Бонингтон является популяризатором альпинизма на телевидении. В 1985 году Крис стал создателем телесериала «Лейкленд рок» (Lakeland Rock) — сборника документальных фильмов о восхождениях в Борроудейле, Баттермире, Воздейле, Тирлмире и Давдейле, который транслировался на телеканале Channel 4. Сериал получил награду «Золотой снимок» (англ. Golden Shot) на Европейском фестивале фильмов о спорте в Портороже (Portoroz European Sports Film Festival 1986). В том же году на кинофестивале в Нью-Йорке (New York Film & TV Festival) сериал был удостоен бронзовой медали.
В 1987 году была экранизирована книга Бонингтона «Эверест» — часовой документальный фильм в 1988 году получил золотую медаль Нью-Йоркского кинофестиваля, а также стал призёром Банфского международного фестиваля горных фильмов (Banff International Mountain Film Festival).
Крис комментировал шестисерийный сериал BBC об истории альпинизма, а также стал автором оригинального текста к фильму Blood, Sweat and Tears Everest: 40 Years… (Кровь, пот и слёзы Эвереста), посвящённого 40-й годовщине первого восхождения на вершину мира. В качестве соведущего сэр Крис участвовал в съёмках таких фильмов как «Месснер» (2002), «Эйгер. Стена смерти» (2010), «Последнее великое восхождение» (2014) и других.

## Семья и личная жизнь
В 1962 году Крис Бонингтон на одной из вечеринок познакомился с Венди (англ. Muriel Wendy Marchant), на которой женился пять месяцев спустя и с которой прожил в браке более пятидесяти лет. У них родилось трое детей: первый сын — Конрад — родился в начале 1964 года, но трагически погиб в результате несчастного случая в 1966 году, Даниэль и Руперт родились в 1967 и 1969 годах. «Руперт и Дэн уже были взрослыми, прежде чем я понял, какую ношу они несли, когда я был в экспедициях. Я знал, что совершаю опасные поступки, и они не знали, вернусь ли я назад. Они видели страдания тех детей, чьи отцы не вернулись… Мои сыновья воспринимали меня, как кого-то, кто любит не совсем обыденные вещи. Но ни у кого из них никогда не было проблем с работой и друзьями… они сделали фантастические браки». Старший сын живёт в Австралии и является учредителем компании Joe’s Basecamp, организующей туристические походы в Гималаях, Африке и других регионах.
Жена сэра Криса Венди скончалась 24 июля 2014 года от бокового амиотрофического склероза. В память о покойной жене, а также с целью привлечения внимания к проблеме MND, Крис в возрасте 80 лет вместе с Лео Хоулдингом прошёл Олд-Ман-оф-Хой, пройденный им впервые за 48 лет до этого.
23 апреля 2016 года сэр Крис Бонингтон женился на Лорето Макнот-Дэвис (англ. Loreto McNaught-Davis) — вдове известного телеведущего Йена Макнот-Девиса. Супруги до бракосочетания были знакомы 50 лет: «Мы оба чувствовали, что хотим сыграть свадьбу. Мы знаем друг друга с 1961 года. К сожалению, Мак ([муж Лореты]) скончался за несколько месяцев до того, как умерла Венди, тогда мы встретились, и между нами расцвела настоящая теплая любовь».

## Награды и почётные звания
За свои выдающиеся спортивные достижения, а также за активное участие в общественной деятельности Крис Бонингтон удостоен целого ряда наград и почётных званий:

### Награды

#### Государственные
- Орден Британской Империи степени командора (30 декабря 1975)[72];
- Звание рыцаря-бакалавра с правом на приставку «сэр» к имени (30 декабря 1995)[73];
- Королевский Викторианский орден степени командора (12 июня 2010)[74].

#### Общественные
- Золотая медаль основателей Королевского географического общества (1974)[75];
- Медаль Лоуренса Аравийского Королевского азиатского общества (1985)[76];
- Медаль Ливингстона Королевского шотландского географического общества[англ.] (1991)[77];

### Почётные звания
- Почётный выпускник университета Шеффилда (1976)[78];
- Почётный член Манчестерского института науки и технологий[англ.][79];
- Почётный член университета Камбрии[80];
- Почётный доктор права (DCL) Нортумбрийского университета[4];
- Почётный магистр искусств (MA) Солфордского университета[81];
- Почётный член университета Брэдфорда[англ.][82];
- Заместитель лорд-наместника[англ.], Камбрия[79].